# فیات جی.۹۱
فیات جی. ۹۱ یک هواپیمای جت جنگنده است که توسط شرکت هواپیماسازی ایتالیایی فیات آویاتسیونه طراحی و ساخته شده است، شرکتی که بعداً خود در آئریتالیا ادغام شد.
منشأ این هواپیما در سال ۱۹۵۳، از رقابت NBMR-1 که توسط ناتو سازمان‌دهی شده بود، می‌باشد. که هدف از این رقابت انتخاب یک جنگنده-بمب افکن سبک بود (به‌طور رسمی، این رقابت به دنبال یک «جنگنده تهاجمی سبک‌وزن» بود) تا به عنوان یک هواپیمای استاندارد در میان نیروهای هوایی کشورهای عضو ناتو مورد استفاده قرار گیرد. جی. ۹۱ به‌طور خاص برای برآورده کردن الزامات این رقابت طراحی شده بود. وزن نسبتاً سبکی داشت و می‌توانست از باندهای هوایی ناهموار و با شرایط سخت، استفاده نماید و همچنین بدنه‌ای مقاوم دربرابر آتش دشمن (زره پوش) و تسلیحات مناسبی داشت و در مقایسه با بسیاری از جنگنده‌های خط مقدم مقرون به صرفه بود. در ۹ اوت ۱۹۵۶، اولین پرواز نمونه اولیه این هواپیما انجام شد. پس از بررسی چندین نمونه از این هواپیما، سرانجام جی. ۹۱ به عنوان طرح برنده مسابقه NBMR-1 انتخاب شد.
جی. ۹۱ در طی سال ۱۹۶۱، در نیروی هوایی ایتالیا و در سال بعد در لوفت‌وافه آلمان غربی وارد خدمت عملیاتی شد. کشورهای مختلف دیگری از این هواپیما استفاده نمودند، از جمله نیروی هوایی پرتغال، که در طول جنگ استعماری پرتغال در آنگولا و موزامبیک به‌طور گسترده از این نوع هواپیما استفاده نمود. این هواپیما به مدت ۱۹ سال در خط تولید باقی ماند و در این مدت در مجموع ۷۵۶ هواپیما از جمله نمونه‌های اولیه، تولید شدند. سرانجام در سال ۱۹۷۷ خط تولید این هواپیما تعطیل شد. جی .۹۱ همچنین به عنوان پایه‌ای برای مدل دو موتوره این هواپیما، فیات/آئرایتالیا جی. ۹۱ وای مورد استفاده قرار گرفت. این هواپیما عمر مفیدی نسبتاً طولانی داشت و در دوران جنگ سرد دوام آورد و سرانجام در سال ۱۹۹۵ از خدمت خارج شده و با انواع جدیدتری مانند داسو/دورنیه آلفا جت و
اروماکی ام. بی-۳۲۶ جایگزین شد.

## توسعه

### خاستگاه
در طی نتایج تجارب حاصله از جنگ کره در کنار مفاهیم تازه توسعه یافته از همکاری‌های نیروهای هوایی، اعضای پیمان ناتو نیاز به تجهیز مجدد ناوگان‌های در اختیار خود را با هواپیماهای تهاجمی مناسب و مجهز به موتور جت را تشخیص دادند.
در دسامبر ۱۹۵۳، فرماندهی عالی سازمان پیمان آتلانتیک شمالی مشخصات هواپیمای جدید پشتیبانی تاکتیکی سبک مورد نیاز را صادر نمودهو از تولیدکنندگان اروپایی دعوت به عمل آمد تا طرح‌های خود را برای این جنگنده سبک‌وزن سبک درخواستی ارسال نمایند. بر اساس این درخواست و مشخصات آن جنگنده جی. ۹۱ توسط مهندس ایتالیایی جوزپه گابریلی طراحی شد، حرف جی(G) در نام این هواپیما از اشاره به نام وی دارد. هدف از این برنامه تولید هواپیمایی بود که سبک، کوچک، کاربرد پذیر، مجهز به سلاح‌هاو تجهیزات اویونیک اولیه و توانایی عملیات با نیاز به حداقل پشتیبانی زمینی باشد. این مشخصات به دو دلیل ایجاد شد: اولی تهدید هسته‌ای برای پایگاه‌های هوایی بزرگ، لذا هواپیماهای ارزان‌تر و با تعداد زیاد می‌توانستند، پراکنده شده و به عملیات بپردازند، و دلیل دیگر مقابله با گرایش به سمت هواپیماهای بزرگ‌تر و گران‌تر بود.

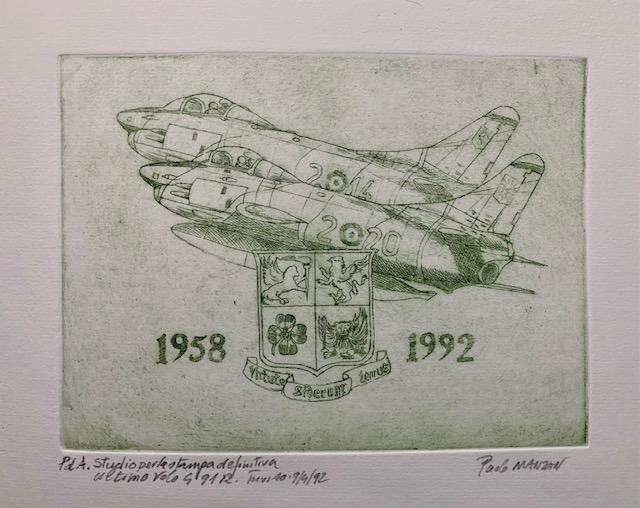
Etching commemorating the last flight of the G.91R from Treviso airport (April 9,1992)

الزامات فنی تعیین شده در مورد این هواپیمای تهاجمی شامل: مسافت مورد نیاز برای برخاست به طول ۱٬۱۰۰ متر (۳٬۶۱۰ فوت) از فراز یک مانع ۱۵ به ارتفاع متر (۴۹ فوت)، قابلیت عملیات از باندهای پرواز نیمه آماده چمن و جاده‌ها، حداکثر سرعت ۰٫۹۵ ماخ، برد ۲۸۰ کیلومتر ۱۷۰(مایل) با امکان پرواز ۱۰ دقیقه بالای هدف، وزن خالی ۲٬۲۰۰ کیلوگرم (۴٬۸۵۰ پوند) و حداکثر وزن با محموله معادل ۴٬۷۰۰ کیلوگرم (۱۰٬۳۶۰ پوند) بودند. از تجهیزات مورد نیاز می‌توان به، وجود زره حفاظتی برای خلبان و مخازن سوخت، و تسلیحات شامل ۴ قبضه تیربار ۱۲٫۷ میلی‌متری (۰٫۵اینچ) یا ۲ قبضه توپ خودکار ۲۰ میلی‌متری یا ۳۰ میلی‌متری بودند. در آن زمان برآورده شدن این مشخصات عملیاتی ساده نبود.
چالش انتخاب پیشرانه هواپیما که با الزامات سبک بودن وزن، قدرت، قابلیت اطمینان و سهولت تعمیر و نگهداری مطابقت داشته باشد، با استفاده از توربوجت
بریستول سیدلی اورفوس (که در آغاز مراحل توسعه آن در بریتانیا بود)، برطرف گردید. توسعه این موتور با کمک قابل توجهی از برنامه توسعه تسلیحات متقابل ایالات متحده به انجام رسید. از ده طرحی که برای رقابت بر سر سازنده این هواپیما ارسال شدند، ۹ طرح با موتور اورفوس طراحی شده بودند.
به منظور ارزیابی پیشنهادها ارائه شده از طرف سازندگان هواپیماهای مختلف، کمیته ویژه مشاوره برای تحقیق و توسعه هوانوردی (به انگلیسی: special Advisory Group for Aeronautical Research and Development) به اختصار (AGARD) تشکیل شده و ارزیابی‌های گسترده‌ای بروی پیشنهادها انجام شد. مدت زمان برای ارائه طرح‌ها، دو ماه پس از شروع این رقابت اعلام شده بود، که در طی آن زمان مجموعه‌ای از طرح‌های پیشنهادی و عمدتاً توسط شرکت‌های اروپایی ارائه شد. سایر طرح‌های پیشنهادی در رقابت با جی. ۹۱ عبارت بودند از، نورثروپ ان-۱۵۶، داسو میستره ۲۶، سود است بارودار، آئروفر ساگیتتاریو ۲، برگه بر. ۱۰۰۱ تائون.
در ۱۸ مارس ۱۹۵۳، طرح‌های ارائه شده به‌طور رسمی توسط کمیته AGARD، که تحت ریاست تئودور فون کارمان بود، ارزیابی شدند. مراحل اولیه انتخاب پروژه ۱۸ ماه به طول انجامید.

## تاریخچه کاربری

### آلمان

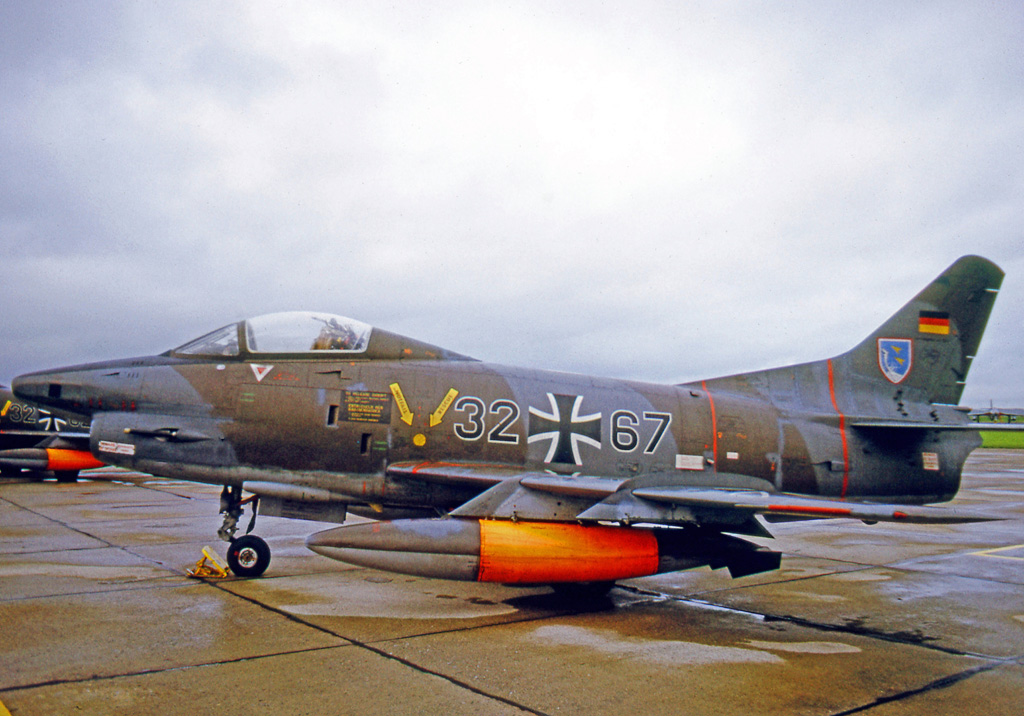
فیات جی. ۹۱-آر/۳ از گردان هوایی تهاجمی سبک ۴۳ لوفت‌وافه در سال ۱۹۷۱

در سپتامبر ۱۹۶۰، لوفت‌وافه اولین جفت هواپیمای جی. ۹۱-آر/۳ ساخت فیات را دریافت نمود. پنج هواپیمای اولیه جی. ۹۱-آر/۳ برای آزمایش‌ها به «سایت تست ۶۱» (به آلمانی: Erprobungstelle 61) تحویل داده شد و محموله‌های بعدی در اختیار «گُردان هوایی شناسایی ۵۳» (به آلمانی: Aufklärungsgeschwader 53) مستقر در  اردینگ، در نزدیک مونیخ و همچنین «مدرسه جنگ‌افزار ۵۰» (به آلمانی: Waffenschule 50) قرار گرفتند. در ۲۰ ژوئیه ۱۹۶۱، اولین جی. ۹۱ ساخته شده توسط دورنیر اولین پرواز خود را انجام داد. جنگنده‌های جی. ۹۱-آر/۳ «چهارگُردان هوایی (اسکادران) تهاجمی سبک» (به آلمانی: Leichte Kampfgeschwader) تازه تشکیل شده را تجهیز نمودند که اغلب برای جایگزینی هواپیماهای قدیمی همانند جنگنده آمریکایی ریپابلیک اف-۸۴اف تاندراستریک، مورد استفاده قرار گرفت.
در اکتبر ۱۹۶۱، «گُردان هوایی شناسایی ۵۳» اولین واحد نظامی بود که در آن جی. ۹۱‌ها به وضعیت عملیاتی رسیدندو در ماه مه ۱۹۶۲، پروازهای آموزشی عملیاتی در همین واحد نظامی آغاز شد.
در طی سال‌های ۱۹۶۲ و ۱۹۶۳، لوفت‌وافه مجموعه‌ای از آزمایش‌ها را برای تعیین قابلیت‌های این هواپیما از نظر عملکرد اقلیمی سخت و نامطلوب، از جمله استقرار خارج از کشور در استان بِشار، الجزایر، برای آزمایش تطبیق پذیری و کارایی عملیاتی جی. ۹۱ در آن شرایط آب و هوایی انجام داد.
۴۵ هواپیمای آموزشی دو سرنشینه دیگر ساخت فیات از مدل جی. ۹۱-تی/۳ برای لوفت وافه سفارش داده شد که ۳۵ فروند اول به «مدرسه جنگ‌افزار ۵۰» با توازن تعداد بین واحدهای عملیاتی تقسیم شد. در اوایل سال ۱۹۶۱، «مدرسه جنگ‌افزار ۵۰» اولین دوره‌های آموزشی خود را برای مربیان پرواز آغاز نمود. از این نوع هواپیما، ۲۲ فروند توسط دورنیر بین سال‌های ۱۹۷۱ الی ۱۹۷۳ ساخته شد. که از آنها برای آموزش افسران سیستم‌های جنگ‌افزاری برای اف-۴ فانتوم ۲ استفاده شد.
۵۰ فروند هواپیمای جی. ۹۱-آر/۴ از یک سفارش لغو شده یونان/ترکیه به لوفت وافه تحویل داده شد، اما برای استفاده عملیاتی نامناسب تشخیص داده شد. این هواپیماها به عنوان هواپیماهای آموزشی تنها توسط «مدرسه جنگ‌افزار ۵۰» مورد استفاده قرار گرفتند. زمانی که برنامه آموزشی اولیه تکمیل شد، همه هواپیماهای آر/۴ در سال ۱۹۶۶ بازنشسته شده و ۴۰ فروند از آنها به پرتغال فروخته شدند. سایر هواپیماهای آر/۴ باقی مانده در آلمان، به استفاده آموزشی زمینی یا برای نمایش مورد استفاده قرار گرفتند.
ادعا شده که لوفت وافه قصد داشت چهار بال دیگر را به جی. ۹۱-آر/۳ تجهیز نماید. با این حال، ظاهراً تجارب اولیه عملیاتی با این نوع، لوفت‌وافه را از عملکرد هواپیما ناامید کرده بود و بنابراین سفارش‌های بیشتر مورد نظر برای این نوع کاهش یافت. تعدادی از جی. ۹۱‌های لوفت وافه به نشان «خوک» منقش شده بود، که این امر به عنوان نظری در مورد عملکرد ضعیف هواپیما تعبیر شده است.
در ۱ ژانویه ۱۹۷۰، لوفت وافه دارای ۳۱۰ فروند جی. ۹۱-آر/۳ و ۴۰ هواپیمای جی. ۹۱-تی بود. تا سال ۱۹۷۶، تنها ۲۰ فروند از هواپیماهای جی. ۹۱-آر/۳ بر اثر سوانح از بین رفتند که نرخ تلفاتی برابر ۶ درصد بود. در اوایل دهه ۱۹۸۰، جی. ۹۱-آر/۳‌های در خدمت لوفت وافه با هواپیمای داسو/دورنیر آلفا جت جایگزین شدند، آخرین فروند جی. ۹۱ به‌طور رسمی در سال ۱۹۸۲ از خدمت در لوفت وافه خارج شد.

### پرتغال
از سال ۱۹۶۱، پرتغال درگیر مبارزه با جنبش‌های ملی‌گرایانه در مستعمرات آفریقایی خود شد که این سلسله درگیری‌ها به عنوان جنگ استعماری پرتغال شناخته شده‌اند. پرتغال در اوت ۱۹۶۱ و قبل از فراگیرشدن درگیری‌ها، یک گروه از جنگنده‌های اف-۸۶ سیبر را در گینه پرتغال مستقر نموده بود، اما به دلیل فشارهای ایالات متحده و سازمان ملل، که تحریم تسلیحاتی را بر آن کشور اعمال نمودند. مجبور به بازگرداندن جت‌های جنگنده مذکور به اروپا شد. این موضوع باعث ایجاد یک شکاف در پوشش هوایی چه برای پشتیبانی هوایی نزدیک و چه در نقش دفاع هوایی، در مستعمرات آفریقایی پرتغال شد.
در سال ۱۹۶۵، همزمان با گسترش درگیری‌ها، پرتغال، در تلاش بود تا ۱۰۰ فروند اف-۸۶ ام. کا-۶ مازاد کانادایی را از آلمان غربی خریداری نماید، اما در عوض، پیشنهادی برای ۴۰ فروند فیات جی. ۹۱-آر/۴ را که در اصل برای ترکیه و یونان ساخته شده بود را دریافت نمود. این هواپیماها که با کل ناوگان جی. ۹۱ لوفت‌وافه متفاوت بوده، مشکلاتی را در تعمیر و نگهداری برای آلمان به وجود آورده بودند. پیشنهاد آلمان واگذاری این هواپیماها به پرتغال در ازای کسب اجازه به آلمان برای استفاده و ساختن پایگاهی آموزشی در پایگاه هوایی بیجا بود.
جی. ۹۱‌ها در سال ۱۹۶۶ وارد گینه پرتغال شده و گُردان هوایی ۱۲۱ «ببرها» (به پرتغالی: Tigres) مستقر در بیسائو را تجهیز نمودند و این هواپیماها برای ماموریت‌های شناسایی و پشتیبانی نزدیک با راکت‌ها، ناپالم و بمب‌ها علیه شورشیان PAIGC استفاده شدند. وقتی در اوایل سال ۱۹۷۳، نیروهای PAIGC به
سامانه پدافند هوایی همراه (MANPADS) از نوع استرلا ۲ (نام ناتو SA-7 Grail) ساخت شوروی دست یافتند، این موضوع فوراً، به تهدیدی برای برتری هوایی پرتغال تبدیل شد. در فاصله تنها سه روز (۲۵ تا ۲۸ مارس ۱۹۷۳)، دو فروند جی. ۹۱ پرتغالی توسط این نوع موشک سرنگون شدند و دو فروند دیگر در اثر شلیک توپهای پدافند زمینی در اواخر همان سال از دست رفتند. (برای مقایسه، نیروی هوایی پرتغال تنها دو فروند جی. ۹۱ را در طی سالهای ۱۹۶۶ تا ۱۹۷۳ در گینه از دست داده بود.) آخرین فروند جی. ۹۱ در ۳۱ ژانویه ۱۹۷۴ بر اثر موشک شلیک موشک استرلا از دست رفت، در حالی که این نوع از موشک‌ها باعث سقوط یک فروند تی-۶ تگزان و دو فروند دورنیر دو-۲۷-کی-۲ نیز شده بود.

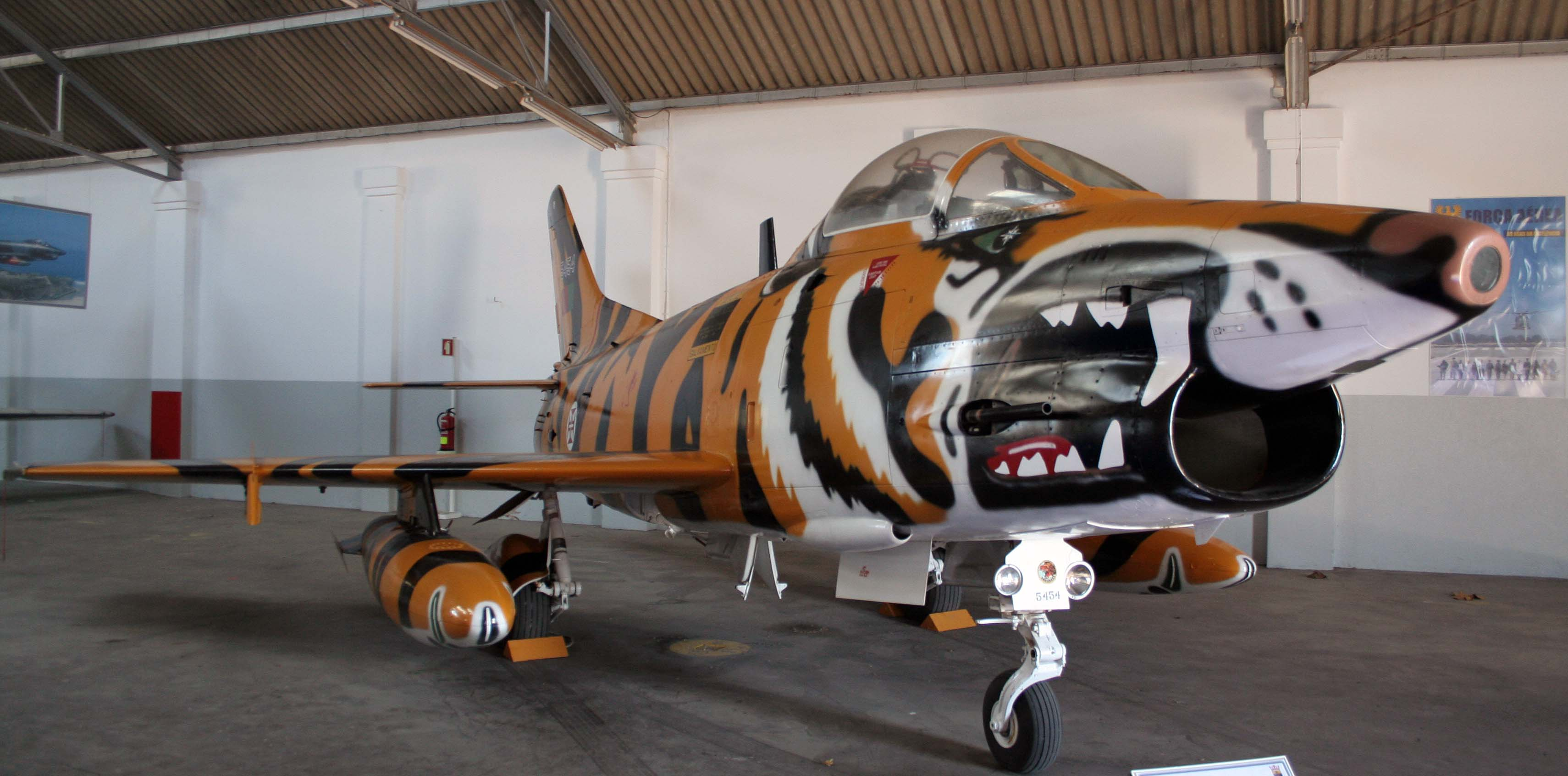
جی-۹۱ نیروی هوایی پرتغال

جی. ۹۱‌های نیروی هوایی پرتغال در پایان سال ۱۹۶۸ در موزامبیک مستقر شدند و گردان هوایی ۵۰۲ «جگوارها» (پرتغالی: Jaguares) را ابتدا در بیرا تجهیز نمودند و بعداً این گردان هوایی به ناکالا منتقل شد. گُردان هوایی دوم به شماره ۷۰۲ «عقرب‌ها» (به پرتغالی: Escorpiões) در سپتامبر ۱۹۷۰ در تته شکل گرفت و این هواپمیاها علیه نیروهای موزامبیک به کار گرفته شدند. در سال ۱۹۷۳ نیروهای FRELIMO نیز با حمایت دولت چین به موشک‌های استرلا ۲، مسلح شدند، اما در موزامبیک، پرتغالی‌ها هیچ هواپیمایی را در برابر موشک‌های استرلا از دست ندادند، اگرچه خلبانان پرتغالی مجبور به تغییر تاکتیک‌های خود شدند. تنها هواپیمای جی-۹۱ که در نبرد در موزامبیک سرنگون شد، دارای شماره سریال ۵۴۲۹ بوده و با ستوان امیلیو لورنسو (به پرتغالی: Emilio Lourenço) پرواز می‌کرد: هواپیمای او در ۱۵ مارس ۱۹۷۳ در حین پرواز به مواضع شورشیان در اثر انفجار زودتر از موقع بمب‌هایش، سرنگون شده و خلبان آن کشته شد.
در سال ۱۹۷۳، با تحریم تسلیحاتی سازمان ملل علیه پرتغال، نیروی هوایی برای خرید تعداد بیشتری از هواپیماهای پشتیبانی نزدیک هوایی با مشکلاتی مواجه شد. سپس تلاش شد تا فیات جی. ۹۱‌های بیشتری را از آلمان خریداری نمایند، به این صورت که دورنیر هواپیما را به صورت قطعات مجزا نموده و سپس آنها را به عنوان قطعات یدکی به سوئیس و اسپانیا فروخته و بعداً این قطعات به پرتغال فروخته شده و در محلی با شماره سریال‌های مختلف مونتاژ گردند. با این حال، این توافق اجرا نشد زیرا دولت آلمان آن را وتو نمود.
در آوریل ۱۹۷۴، دولت پرتغال در اثر انقلاب میخک سقوط کرد و دولت جدید در پی اعطای استقلال به مستعمرات خود بود. پرتغال در سال ۱۹۷۴ و در طی استقلال گینه، هواپیماهای جی-۹۱ خود را از آن کشور خارج کرده و همچنین نیروهای پرتغالی موزامبیک را تخلیه نمودند. یکی از گردان‌های هوایی جی. ۹۱ در اواخر سال ۱۹۷۴ برای جلوگیری از درگیری بین نیروهای رقیب جبهه آزادیبخش ملی آنگولا (FNLA) و اتحادیه ملی برای استقلال کامل آنگولا (UNITA) برای مدت کوتاهی به آنگولا اعزام شده و در نهایت از آن کشور نیز خارج شده و در ژانویه ۱۹۷۵ به پرتغال بازگشت.
در سال ۱۹۷۶، دومین خرید هواپیماهای جی. ۹۱ شامل، ۱۴ فروند جی. ۹۱-آر/۳ و ۷ فروند مدل آموزشی جی. ۹۱-تی/۳ از آلمان انجام شد، با خروج ناوگان جی-۹۱ از خدمت لوفت‌وافه در سال ۱۹۸۰، هواپیماهای بیشتری به پرتغال واگذار شدند، تا سال ۱۹۸۲، در مجموع ۷۰ فروند مدل آر/۳ و ۲۶ فروند از مدل تی/۳ به نیروی هوایی پرتغال منتقل شدند، اگرچه همه آنها وارد خدمت نشده، و بسیاری از آنها برای استفاده از قطعات آن اوراق شدند. پرتغال سرانجام آخرین جی. ۹۱ خود را در سال ۱۹۹۳ از خدمت خارج نمود.

## کاربران
آلمان غربی
- نیروی هوایی آلمان (لوفت وافه)
  - گُردان هوایی شناسایی ۵۳
  - گردان هوایی شناسایی ۵۴
  - سایت آزمایشی ۶۱
  - گردان هوایی تهاجمی سبک ۴۱

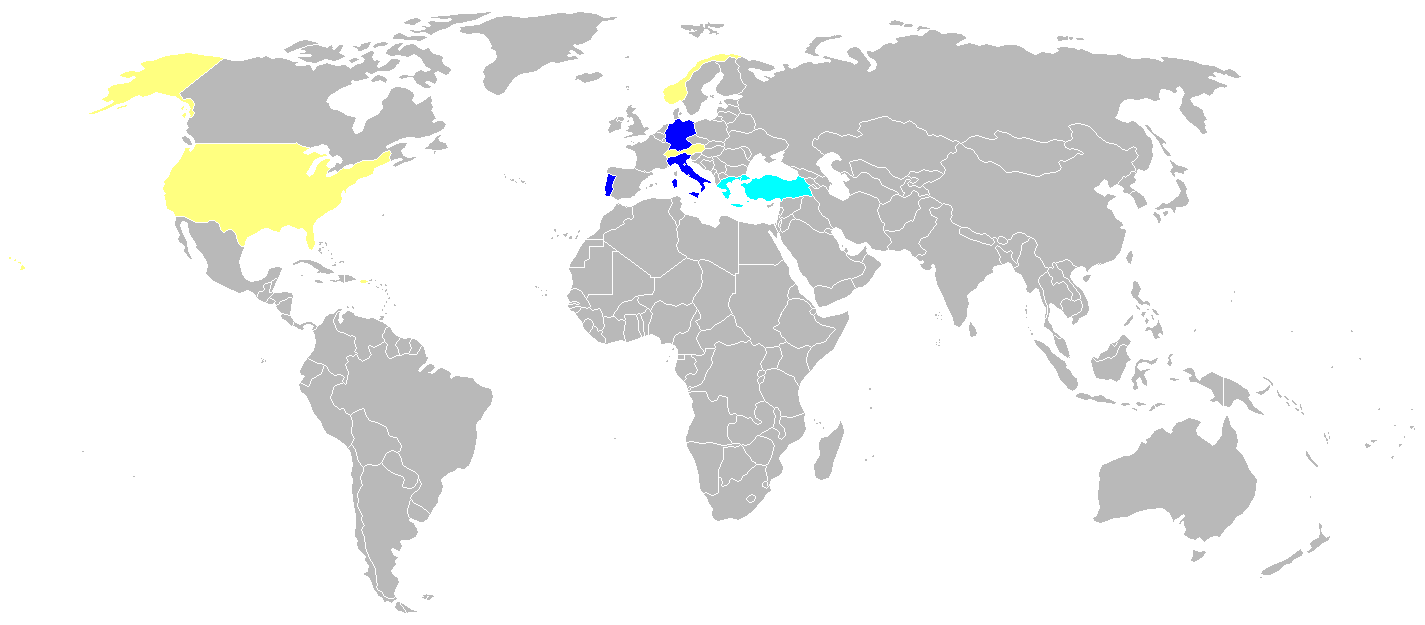
کاربران جی-۹۱ به رنگ آبی تیره، سفارش‌های لغو شده به رنگ آبی روشن، ارزیابی‌ها به رنگ زرد

  - گردان هوایی تهاجمی سبک ۴۲ (بال هوایی تاکتیکی ۷۳)
  - گردان هوایی تهاجمی سبک ۴۳
  - گردان هوایی تهاجمی سبک ۴۴
  - مدرسه جنگ‌افزار ۵۰

 یونان
- نیروی هوایی یونان چهار فروند را در برای ارزیابی در خدمت داشت، همگی بازنشسته شدند.

 ایتالیا
- نیروی هوایی ایتالیا ۳۱ فروند فیات جی-۹۱، ۹۷ فروند فیات جی -۹۱ آر و ۱۰۳ فیات جی. ۹۱-تی/ا را در اختیار داشت که همگی در سال ۱۹۹۵ از خدمت خارج شدند.[۳۲]
  - Frecce Tricolori

 پرتغال
- نیروی هوایی پرتغال (۱۹۶۶ الی ۱۹۹۳)

 ایالات متحده آمریکا
- ارتش ایالات متحده آمریکا – دو هواپیما (1 G.91R/۱، 1 G.91R/۳) را در سال ۱۹۶۱ ارزیابی نمود.[۳۳]
- نیروی هوایی ایالات متحده آمریکا – دو فروند را برای ارزیابی در اختیارداشت.[۳۴]

## مشخصات فنی (حی. ۹۱ آر)

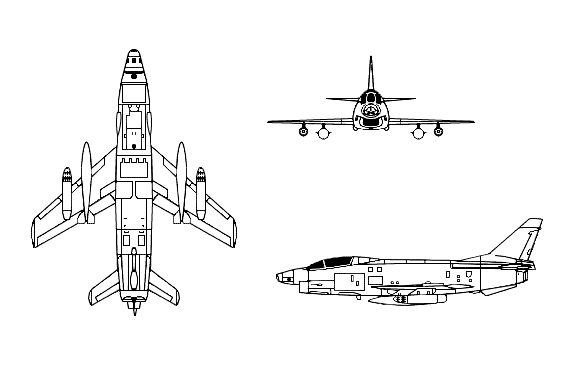
طرح سه نمای جنگنده فیات جی. ۹۱

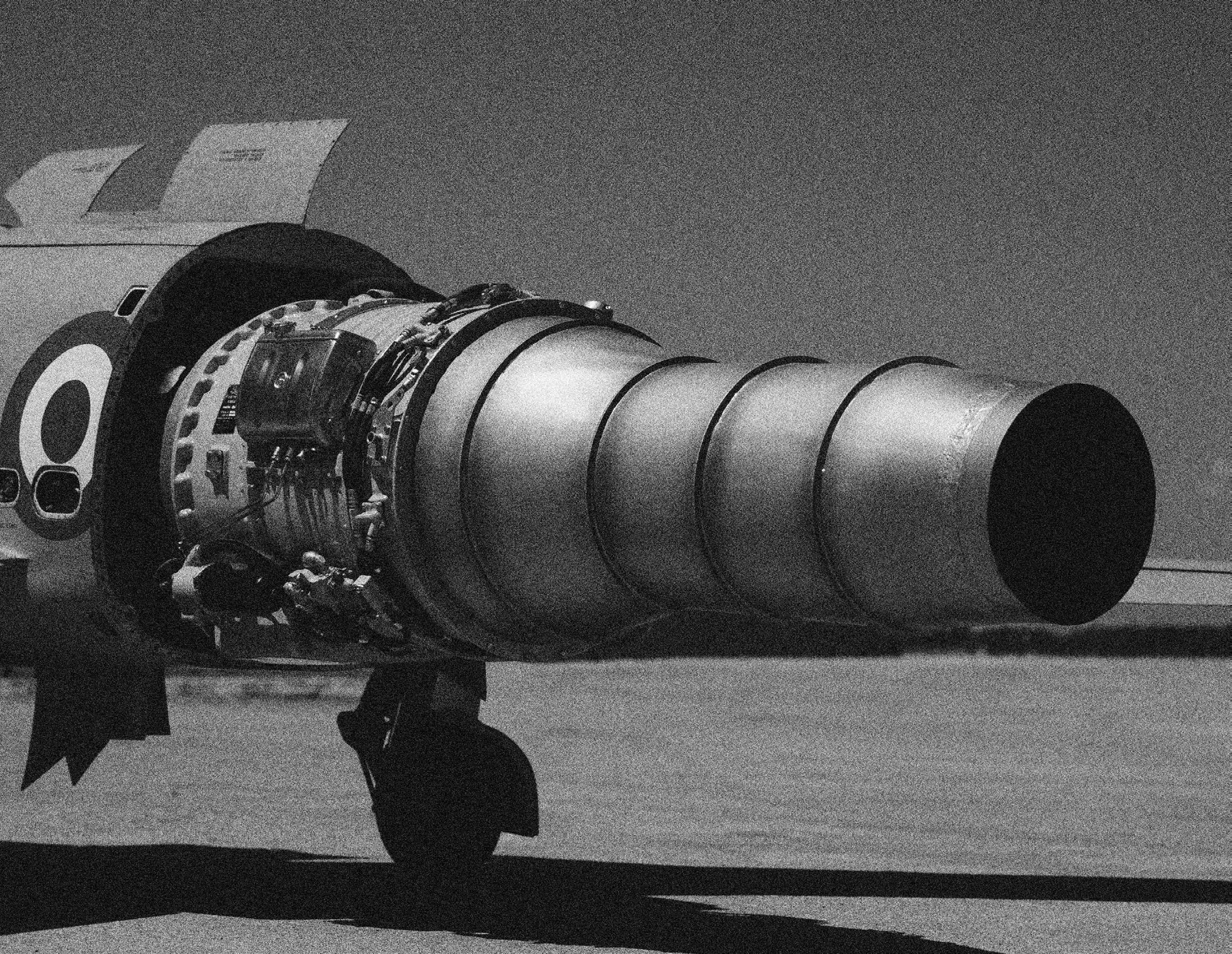
نمای نزدیک از یک موتور اورفوس نصب شده بر روی یک جنگنده فیات جی-۹۱ (قسمت‌های عقبی هواپیما جدا شده است)

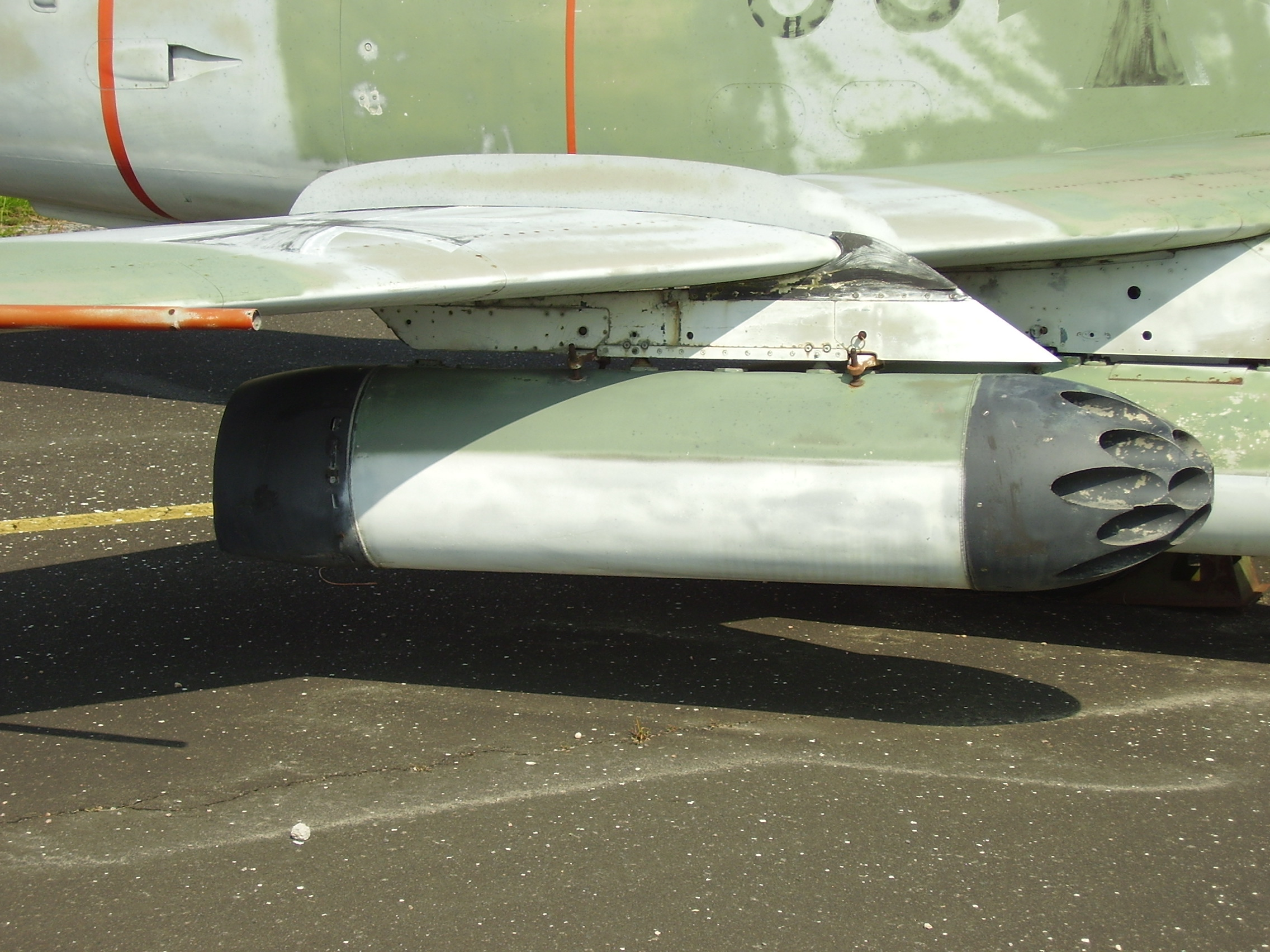
یک راکت انداز ماترا تایپ 116M که بر روی جی-۹۱ در موزه Luftwaffenmuseum der Bundeswehr در برلین نصب شده است.

داده‌ها از Profile Publications
ویژگی‌های عمومی
- خدمه: ۱
- طول: ۱۰٫۳ متر (۳۳ فوت ۱۰ اینچ)
- پهنای بال: ۸٫۵۶ متر (۲۸ فوت ۱ اینچ)
- ارتفاع: ۴ متر (۱۳ فوت ۱ اینچ)
- مساحت بال‌ها: ۱۶٫۴ متر مربع (۱۷۷ فوت مربع)
- ایرفویل: ریشه بال: NACA 65A112; نوک بالها: NACA 65A111[۳۶]
- وزن خالی: ۳٬۱۰۰ کیلوگرم (۶٬۸۳۴ پوند)
- وزن ناخالص: ۵٬۴۴۰ کیلوگرم (۱۱٬۹۹۳ پوند)
- بیشترین وزن برخاست: ۵٬۵۰۰ کیلوگرم (۱۲٬۱۲۵ پوند)
- پیشرانه: ۱ عدد توربوجت بریستول سیدلی اورفوس ۸۰۳, ۲۲٫۲ کیلونیوتن (۵٬۰۰۰ پوند-نیرو) thrust

عملکرد
- حداکثر سرعت: ۱٬۰۷۵ کیلومتر بر ساعت (۶۶۸ مایل بر ساعت، ۵۸۰ گره)
- بُرد: ۱٬۱۵۰ کیلومتر (۷۱۰ مایل، ۶۲۰ مایل دریایی)
- حداکثر ارتفاع: ۱۳٬۱۰۰ متر (۴۳٬۰۰۰ فوت)
- نرخ صعود: ۳۰ متر بر ثانیه (۵٬۹۰۰ فوت بر دقیقه)
- بارگیری بال: ۳۳۱ کیلوگرم بر متر مربع (۶۸ پوند بر فوت مربع)
- نیرو/وزن: ۰٫۴۲

تسلیحات

- اسلحه‌ها: 
۴ قبضه تیربار سنگین ۱۲٫۷ میلیمتری (۰٫۵ اینچی)  ام۳ برونینگ یا
۲ قبضه توپ ۳۰ میلی‌متری (۱٫۱۸ اینچی) دِفا (تنها در جی. ۹۱ آر سفارش لوفت‌وافه)
- آویزگاه‌های حمل سلاح: ۴ عدد در زیر بالها با ظرفیت ۶۸۰ کیلوگرم(۱٬۵۰۰ پوند) برای مدل جی. ۹۱ آر/۳. آر/۴ و ۵۰۰کیلوگرم (۱٬۱۰۰ پوند) برای مدل جی. ۹۱ آر/۱، با قابلیت حمل ترکیبی از:
  - راکت‌ها: ۲ غلاف راکت ماترا (هر کدام با ۱۹ راکت SNEB 68 (۶۸میلی‌متری)) یا
۱۸× راکت هیسپانو SURA R80 (۸۰ میلی‌متری)[۳۷]
  - موشک‌ها: ۴ تیرموشک هوا به سطح نورد ای.اس-۲۰ یا ۴ تیر موشک هوا به هوای ایم-۹ سایدوایندر
  - بمب‌ها: طیف گسترده‌ای از مهمات هوا به زمین از جمله بمب‌های آهنی (غیرقابل هدایت)
  - سایر: غلاف تیربار یا مخزن سوخت بیرونی برای برد طولانی